# Åke Törnqvist
Bengt Sören Åke "Bobben" Törnqvist, ibland stavat Törnkvist, född 25 september 1915 i Norrköping (Sankt Olai), död 8 mars 1979 i Norrköping (Borg), var en svensk fotbollsspelare (anfallare) som under karriären spelade för IK Sleipner och där var med om föreningens enda SM-guld 1938.
Törnqvist var uttagen i den svenska landslagstruppen till OS 1936 där han dock blev utan speltid.

## Meriter

### I klubblag
IK Sleipner
- Svensk mästare (1): 1937/38

### I landslag
Sverige
- Uttagen till OS (1): 1936 (ingen speltid)
- 0 landskamper, 0 mål